# Vaiaku
Vaiaku is de grootste en meest zuidwestelijke wijk van de Tuvaluaanse hoofdplaats Fongafale, op het gelijknamige grootste eiland van het atol Funafuti. De nationale regeringsgebouwen zijn in Vaiaku gevestigd. Naar inwoneraantal is het met 516 personen (volkstelling 2002) de kleinste wijk binnen Fongafale.
Vaiaku wordt in het westen door het strand begrensd en in het oosten door de landingsbaan van de luchthaven met daarachter droge vegetatie met een viertal gebouwen.

## In Vaiaku
- Vaiaku Lagi Hotel:Dit is het enige hotel van het land
- Overheidsgebouwen: het grootste gebouw van de wijk, in het centrum
- Government House: in het uiterste zuiden
- Tuvalu House: net ten noorden van het Government House
- Meteorologische station van Funafuti: Het nationale weerstation
- Gevangenis: aan de andere kant van de landingsbaan van de luchthaven
- Philatelic Bureau: verkoopt de Tuvaluaanse postzegels
- Telecommunicatiecentrum: onder meer een publiek faxtoestel tot de beschikking
- Generaal Postkantoor van Funafuti: het generale postkantoor
- Energiestation: naast het Meteorologische station van Funafuti, in het oosten
- Pier of aanlegsteiger: pier in westkant

Alapi · Fakai Fou · Senala · Vaiaku